# Willy Gepts
Willy Gepts (Antwerpen, 11 maart 1922 - aldaar, 31 januari 1991) was een doctor in de geneeskunde die onderzoek deed naar diabetes. 
Hij toonde door onderzoek van weefsel aan, dat diabetes type 1 een auto-immuunziekte is.  In 1965 publiceerde hij daarover Pathologic anatomy of the pancreas in juvenile diabetes mellitus in het vaktijdschrift Diabetes.
Hij lag als voorzitter van de Operationele Groep Campus Jette van de Vrije Universiteit Brussel mee aan de basis van de uitbouw van de medische campus van de VUB in Jette en het universitaire ziekenhuis in Jette, was hoofd van de dienst Pathologische Ontleedkunde in het Brugmannziekenhuis en in het Universitair Ziekenhuis Brussel en was ook voorzitter van de European Association for the Study of Diabetes, directeur van de Koningin Elisabeth-stichting en lid van de Koninklijke Academie voor Geneeskunde van België en van verschillende commissies van het Nationaal Fonds voor Wetenschappelijk Onderzoek.
Van 1974 tot 1979 was hij vice-rector van de Vrije Universiteit Brussel.

## Werken
- Bijzondere pathologische ontleedkunde. Brussel 1972
- Immunity and Autoimmunity in Diabetes mellitus. Amsterdam en New York 1974 (mede-uitgever)
- Insulin: Islet Pathology, Islet Function, Insulin Treatment. Gentofte en Stockholm 1976

- International Standard Name Identifier: 0000 0000 2329 3556
- Library of Congress Control Number: n82262486
- Nederlandse Thesaurus van Auteursnamen: 073643416
- Système universitaire de documentation: 122329074
- Virtual International Authority File: 53053529
- WorldCat: E39PBJgd3kHwT8XDGBM63jmjmd